# Graham (Georgia)
Graham város az USA Georgia államában,  Appling megyében. Lakosainak száma 263 fő (2020. április 1.).

## Népesség
A település népességének változása:

| 2010 | 291 |
| 2020 | 263 |